# Liam Delap
Liam Rory Delap (* 8. Februar 2003 in Winchester) ist ein englisch-irischer Fußballspieler. Der Stürmer steht beim FC Chelsea unter Vertrag.

## Karriere

### Verein
Delap, Sohn des Profifußballers Rory Delap, begann seine fußballerische Ausbildung bei Derby County, für die er in der U18 Premier League, in seinem letzten Jahr bei Derby, sieben Spiele und ein Tor machte. Am Ende der Saison stand Derby ganz oben und Delap gewann mit seinem Verein die U18 Premier League. Die Saison darauf spielte er für die U18 Manchester Citys, bei denen er sieben Tore in elf Spielen erzielen konnte. Außerdem kam er zu zwei Kurzeinsätzen in der Youth League und zwei für die U23 in der Premier League 2. Mit der U18 gewann er am Ende der Spielzeit den FA Youth Cup. In der Saison 2020/21 war er Stammkraft in der U23 und schoss bis zum Jahreswechsel sechs Tore in acht Spielen. In dieser Saison 2020/21 lief er außerdem einmal für die Profimannschaft der Citizens auf. In der 3. Runde des EFL Cup spielte er über die volle Spielzeit und traf zum 1:0. In der Premier League debütierte er bei der 2:5-Niederlage gegen Leicester City als er fast 40 Minuten spielen durfte. Seit diesem Spiel war er noch zweimal im Kader der ersten Mannschaft, ist aber wieder hauptsächlich für die U23 tätig. Am 20. August 2021 verlängerte er bei ManCity bis Juni 2026.
Im August 2022 wechselte Delap bis zum Ende der Saison 2022/23 auf Leihbasis zum Zweitligisten Stoke City. Dieser Leihvertrag wurde im Januar 2023 vorzeitig beendet und es schloss sich eine weitere Leihe zum ebenfalls zweitklassigen Preston North End an. Nach einer weiteren Leihe zu Hull City wechselte er im Juli 2024 zu Premier-League-Aufsteiger Ipswich Town und unterschrieb dort einen Vertrag bis 2029. Bereits nach einem Jahr wechselte er nach dem Abstieg mit Ipswich zum FC Chelsea und unterschrieb dort einen Vertrag bis 2031.

### Nationalmannschaft
Bislang spielte Delap für drei U-Nationalmannschaften Englands. Insgesamt machte er acht Tore in 16 Spielen.

## Erfolge
- FIFA-Klub-Weltmeister: 2025
- Englischer Ligapokalsieger: 2021
- FA-Youth-Cup-Sieger: 2020
- U18-Premier-League-Sieger: 2019
- U18-Premier-League-Cup-Sieger: 2019